# Huldange

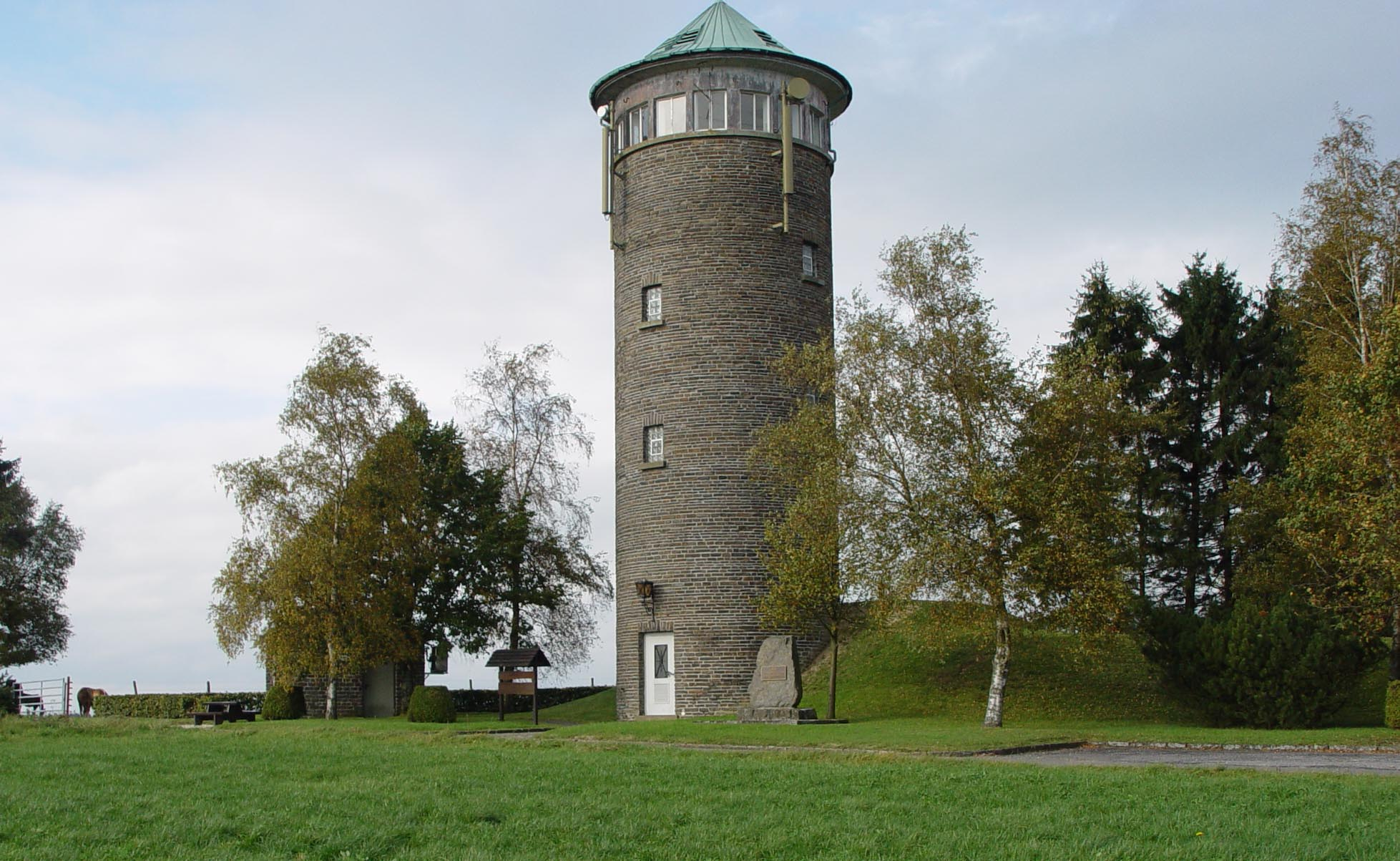
Burgplatz, de op een na hoogste plek van Luxemburg (558 m)

Huldange (Luxemburgs: Huldang, Duits: Huldingen) is een plaats in de gemeente Troisvierges en het kanton Clervaux in Luxemburg.
Huldange telt 353 inwoners (2001). Het riviertje de Clerve ontspringt nabij Huldange.
In het dorp staat de Sint-Jozefskerk met historische witte kerktoren.

## Nabijgelegen kernen
Schmiede, Hautbellain, Goedange, Malscheid, Weiswampach
Basbellain · Biwisch · Drinklange · Goedange · Hautbellain · Huldange · Wilwerdange

Luxemburgse gemeenten · Kanton Clervaux · Luxemburg